# Глобальная история
Глобальная история, транснациональная история (англ. world history, global history, transnational history) — это направление в изучении истории, которое возникло в конце 1980-х — начале 1990-х годов (после холодной войны). В центре внимания этой области — изучение закономерностей, общих для всех национальных культур, а также взаимосвязей и конфликтов, которые не могут быть объяснены как результаты действий отдельных государств или развития национальных интересов, рынков.
Историки, изучающие транснациональные процессы, считают, что нации или империи либо не являются главными движущими силами истории вообще, либо являются ими только в определенный отрезок исторического времени. Но общий исторический процесс эти историки понимают по-разному.
Выделяют две крайние позиции:
- историческое развитие как аналог природного, с характерной для него нетрагической случайностью эволюции (по Дарвину).
- историческое развитие как конфликт борьбы отдельных представителей человечества за ресурсы, который можно оценить этически.

Согласно транснациональному подходу, движущие силы истории как, например, групповые или гендерные социальные идентичности или корпорации, не совпадают с идеологическими и географическими границами наций и империй. Транснациональная история позволяет по-другому рассмотреть соотношение личности и общества, роль границ в возможностях человеческого развития, а также феномен войны.

## Появление дисциплины
Как отмечал Raymond M. Lorantas, президент World History Association в 1992-1994, еще в 1971 году: "Всемирная история — не новая дисциплина, поскольку она пережила значительный подъём в восемнадцатом веке. Историки восемнадцатого века, несмотря на свой растущий космополитизм, были близоруки в подходе..."
Появление транснациональной истории в качестве отдельной академической области исследований можно отнести к 1980-м годам, когда было объявлено о создании Ассоциации транснациональной истории (World History Association), а в некоторых университетах были введены программы специализации. В течение последующих десятилетий росло число научных публикаций, профессиональных и академических организаций, а также университетских программ по транснациональной истории. В учебных программах американских вузов курс Транснациональной истории часто смещает курс Истории Западной цивилизации; появляются новые учебники, опирающиеся на транснациональный подход. Перспективы глобальной истории стали предметом обсуждения на XIX Международном конгрессе исторических наук (Осло, 2000 г.), а в 2008 г. в Гарварде «глобальные историки» впервые собрались на специальный научный форум, посвященный глобальной истории под девизом «Global History, Globally».
В то же время Джон Покок отмечает, что хотя те же историки восемнадцатого века были, несомненно, европоцентричны, но они также смотрели за пределы Европы. Однако общепринятым является отнесение зарождения дисциплины «глобальной истории» к 1990-м годам. Как отмечала Линда Колли в 2013 году: «Хотя глобальный поворот в истории стал более заметным в последние десятилетия, его влияние остается ограниченным и более выраженным в Соединенных Штатах, чем в Европе». Согласно одному из исследований до того года, из лучших с точки зрения широты охвата исторических исследований двадцати университетов: только один находился в Великобритании, а из оставшихся −15 из США, а четыре — из Канады.

## Критика
По причине сложности построения глобальной истории примерно в 2010-х годах исследователи начали изучать возможности написания истории, охватывающей Старый Свет, где деятельность разных человеческих сообществ была довольно тесно взаимосвязана, и устанавливать её связь с другими культурными регионами, такими как Америка и Океания. По мнению Джеймса Белича, Джона Дарвина, Маргрет Френц, Криса Уикхема, глобальная история может быть безграничной, но глобальные историки — нет. Глобальная история не может изучаться как история всего, везде и всегда. Авторы предлагают три перспетивных подхода. Первый — глобальная история как исследование значимых исторических проблем во времени, пространстве и по специализации. Иногда этот подход может быть охарактеризован как «сравнительная» история. Другой подход — изучение взаимосвязей разных сообществ, включая транснациональные связи. Третий подход — изучение глобализации. Этот термин, ассоциирующийся с современность, следует использовать применительно к прошлому.

## Организации и ресурсы
- Ресурс H-World[10] — сеть для профессионального общения исследователей, практикующих транснациональный подход.
- Международное общество сравнительного изучения цивилизаций (ISCSC)[11] — подходит к транснациональной истории с точки зрения компаративной истории цивилизаций. Основано на конференции в 1961 году в Зальцбурге, Австрия, в которой приняли участие Отмар Андерле, Питирим Сорокин и Арнольд Тойнби. Общество выпускает журнал Comparative Civilization Review и проводит ежегодную встречу в городах по всему миру.
- Ассоциация транснациональной истории (World History Association; WHA) — основана в 1980-е годы. WHA остается по преимуществу американским явлением[12].
- Журнал Journal of World History — публикуется ежеквартально Ассоциацией транснациональной истории с 1990 года[13].

## Историки
- Christopher Bayly, The Birth of the Modern World: Global Connections and Comparisons, 1780—1914 (London, 2004)
- Philip D. Curtin (1922—2009), The World and the West: The European Challenge and the Overseas Response in the Age of Empire. (2000) 308 pp. ISBN 978-0-521-77135-1. Обзор (англ.)
- Кристофер Доусон (1889—1970) «Религия и культура» / Пер. с англ., вступ. ст., коммент. К. Я. Кожурина. — СПб.: Алетейя, 2000. — 281 с. — (Миф, религия, культура).
- Уильям Дюрант (1885—1981) и Ариэль Дюрант (1898—1981); Story of Civilization (1935—1975).
- Фрэнсис Фукуяма (1952-) «Конец истории и последний человек» (1992)
- Peter Haugen, профессор Университета Висконсина; пишет в оптике транснациональной истории для Dummies
- Георг Гегель (1770—1830), философ мировой истории[14]
- Patrick Manning, Navigating World History: Historians Create a Global Past (2003)
- Уильям Макнил (1917—2016), см. особенно «Восхождение Запада. История человеческого сообщества». М., 2004 (оригинал 1963).
- Роберт Макнил и Уильям Макнил. The Human Web: A Bird’s-Eye View of World History (2003)
- Jürgen Osterhammel, The Transformation of the World: A Global History of the Nineteenth Century (2014)
- Кэрролл Куигли (1910—1977), Эволюция цивилизаций: Введение в исторический анализ (ориг. 1961), Трагедия и надежда: История мира в наше время (ориг. 1966), Weapons Systems and Political Stability: A History (1983)
- Питирим Сорокин (1889—1968), русский, американский социолог; Социальная и культурная динамика / Пер. с англ. В. В. Сапова. СПб: Изд-во Рус. Христиан. гуманитар. Ин-та, 2000. 1054 с. ISBN 5-88812-117-7 (4 тт., 1937-41)[15]
- Освальд Шпенглер (1880—1936), «Закат Европы» (1918-22) т. 1 т. 2
- Peter Stearns, World History in Brief: Major Patterns of Change and Continuity, 7th ed. (2009); Encyclopedia of World History, 6th ed. (200pp)
- Luc-Normand Tellier, Canadian; Urban World History, PUQ, (2009), 650 pages; online edition
- Арнольд Тойнби, «Исследование истории» (1934-61)
- Эрик Фёгелин (1901—1985) Order and History (1956-85)[16]
- Иммануил Валлерстайн, социолог-неомарксист, один из основателей мир-системного анализа

### Общие исследования транснациональной истории
- Bayly, Christopher Alan. The birth of the modern world, 1780—1914: global connections and comparisons (Blackwell, 2004)
- Belich, James[англ.]; Darwin, John[англ.]; Frenz, Margret; Wickham, Chris (eds.). The Prospect of Global History (англ.). — Oxford: Oxford University Press, 2016. — ISBN 978-0-19-104613-1. — doi:10.1093/acprof:oso/9780198732259.001.0001. Архивировано 18 октября 2022 года.
- Bullet, Richard et al, hThe Earth and Its Peoples 6th ed. 2 vol, 2014), учебник
- Duiker, William J. Duiker and Jackson J. Spielvogel. World History (2 тт. 2006), учебник
- Gombrich, Ernst. Всемирная история известного историка, искусствоведа и писателя Эрнста Х. Гомбриха / Пер. с нем. яз. Р. Г. Секачев. М: АСТ.: Астрель, 2008; Мировая история для юных читателей, АСТ, 2011
- Grenville, J.A.S. A History of the World: From the 20th to the 21st Century (2005)
- McKay, John P. and Bennett D. Hill. A History of World Societies (2 тт. 2011), учебник
- McNeill, William H. A World History (1998), учебник; «Меняющийся образ всемирной истории» (2001)
- McNeill, William H., Jerry H. Bentley, and David Christian, eds. Berkshire Encyclopedia Of World History (5 vol 2005)
- Osterhammel, Jürgen. The Transformation of the World: A Global History of the Nineteenth Century (Princeton University Press, 2014), 1167pp
- Roberts, J. M. and O. A. Westad. The History of the World (2013)
- Rosenberg, Emily, et al. eds. A World Connecting: 1870—1945 (2012)
- Stearns, Peter N. ed. Oxford Encyclopedia of the Modern World: 1750 to the Present (8 vol. 2008)
- Stearns, Peter N. The Industrial Revolution in World History (1998) онлайн доступ (на англ.)
- Szulc, Tad. Then and Now: How the World Has Changed since W.W. II. (1990). 515 p. ISBN 0-688-07558-4
- Tignor, Robert, et al. Worlds Together, Worlds Apart: A History of the World (4th ed, 2 vol. 2013), учебник
- Watt, D. C., Frank Spencer, Neville Brown. A History of the World in the Twentieth Century (1967)

### Частные исследования
- Akira Iriye and Pierre-Yves Saunier (eds.), The Palgrave Dictionary of Transnational History. London: Palgrave Macmillan, 2009.
- C. A. Bayly, Sven Beckert, Matthew Connelly, Isabel Hofmeyr, Wendy Kozol, and Patricia Seed, AHR Conversation ‘On Transnational History’, American Historical Review, 2006.
- Comparativ. Zeitschrift für Globalgeschichte und vergleichende Gesellschaftsforschung [рус. Компаратиф. Журнал глобальной истории и сравнительных общественных исследований, под общ. редакцией Matthias Middell, Hannes Siegrist]
- Edward Berenson, The Statue of Liberty: A Transatlantic Story. New Haven: Yale University Press, 2010. [рус. Статуя свободы: трансатлантическая история]
- Christopher Clark, The Sleepwalkers: How Europe Went to War in 1914. London: Penguin, 2012. [рус. Лунатики: Как Европа отправлялась на войну в 1914-м]
- Paul Gilroy, The Black Atlantic: Modernity and Double Consciousness. Cambridge, Mass.: Harvard University Press, 1992. [рус. Черная Атлантика: Современность и двойное сознание]
- Mark Mazower, Dark Continent: Europe’s Twentieth Century. London: Penguin, 1998. [рус. Континент тьмы: Двадцатый век Европы]
- Mark Mazower, Salonica, City of Ghosts: Christians, Muslims and Jews 1430—1950. London: HarperCollins, 2004. [рус. Салоники, город призраков: христиане, мусульмане и евреи, 1430—1950]
- Sarah Snyder, Human Rights Activisim and the End of the Cold War. A Transnational History of the Helsinki Network. New York: Cambridge University Press, 2011. [рус. Активизм за права человека и конец Холодной войны. Опыт транснациональной истории Хельсинкской сети]
- Герасимов И., Могильнер М., Семенов А. Изобретение империи: Языки и Практики. М.: Новое Издательство, 2011. ISBN 978-5-98379-152-7